# Physciella melanchra
Physciella melanchra är en lavart som först beskrevs av Hue, och fick sitt nu gällande namn av Essl. Physciella melanchra ingår i släktet Physciella och familjen Physciaceae.   Inga underarter finns listade i Catalogue of Life.